# Igreja Católica no Sudão
A Igreja Católica no Sudão é parte da Igreja Católica universal, em comunhão com a liderança espiritual do Papa, em Roma, e da Santa Sé. Este é um país majoritariamente muçulmano, já que 90,7% de sua população professa a fé islâmica. Neste contexto, não apenas os católicos, mas os cristãos em geral, têm um cenário desfavorável no país, além de serem considerados "cidadãos de segunda classe". A apostasia do islã e a conversão para religiões não islâmicas costuma ser tratada como questão judicial no Sudão, e pode ser punida com a morte. O governo tem laços fortes com grupos jihadistas salafitas ligados à Al-Qaeda e ao Estado Islâmico, os quais têm liberdade de ação e acesso sem restrições à comunicação social. As comunidades cristãs costumam ter receios de conversas sobre a fé com os muçulmanos sudaneses, por medo de isso ser interpretado como um "ato que encoraja a apostasia contra o islã". O nível de perseguição que convertidos e africanos étnicos enfrentam é enorme.  Para as escolas disponibilizarem instrução religiosa cristã, O Ministério da Educação requer um mínimo de 15 estudantes matriculados, número raramente alcançado desde a independência do Sudão do Sul. Os cristãos têm de recorrer a aulas extracurriculares de religião disponibilizadas pelas suas próprias igrejas.

## História

### Da Antiguidade à colonização
A região que hoje corresponde ao Sudão começou a ser colonizada pelo Antigo Egito em 2700 a.C. A influência romana levou o cristianismo a Dongola e Cartum no século IV, tornando-o muito influente na região, e criando "ilhas cristãs" que sobreviveram a sucessivas invasões de beduínos muçulmanos da Arábia, que chegaram à região vindos do Egito a partir do século VII. Ainda assim, durante quase um milênio, a maioria da população da região era cristã. Os abássidas, o Reino de Funje e outros estados muçulmanos governaram a área em sucessão, foram aos poucos islamizando o norte durante o século XV, resultando no fato de que o cristianismo já havia desaparecido por completo em 1600. Depois disso todo o norte sudanês aderiu ao islã, ainda que as crenças animistas persistissem. Alguns missionários jesuítas austríacos tentaram em vão evangelizar o local em 1846; Os esforços franciscanos em 1861 também não obtiveram sucesso.
Os recém-criados Padres de Verona conseguiram estabelecer uma missão em 1872, mas o regime de Maomé Amade arruinou o trabalho. Em 1881, uma revolta maciça eclodiu contra o governo de Ahmed, derrubando-o. Os Padres de Verona imediatamente renovaram seu trabalho no Sudão com 250 católicos. Após os britânicos derrotarem o autoproclamado Estado Madista, em 1898, os católicos puderam novamente entrar definitivamente no país. Em 1931, a população católica havia aumentado para 39.416. Em 1933, os missionários de São José de Mill Hill se juntaram aos Padres de Verona, no sul, onde a Igreja trabalhava entre as tribos nativas.
Os colonizadores tentaram evitar tensões religiosas entre muçulmanos e missionários cristãos e para isso, desviaram os esforços missionários cristãos para o sul — habitado por negros seguidores de religiões tribais. Acredita-se que até mesmo o túmulo do padre Daniel Comboni, hoje proclamado santo, tenha sido destruído para evitar que se transformasse em local de peregrinação.

### Pós-independência
Com a independência conquistada em 1956, conflitos entre facções do norte e do sul se iniciaram quase que instantaneamente. A guerra civil entre os sudaneses do norte e do sul levou o governo britânico a fechar temporariamente as 161 escolas missionárias no sul em 1955. A nova República do Sudão permitiu que elas reabrissem em 1956, mas expulsou vários missionários sob acusação de cumplicidade na revolta no sul. Em 1957, todas as escolas foram nacionalizadas como parte de uma política nacional de unificação que visava a progressiva islamização do sul. Um golpe militar liderado pelo general Ibrahim Abboud assumiu o controle do governo em 1958, continuando a política de islamização e impondo lei marcial. Em 1962, a Lei das Sociedades Missionárias (MSA) restringiu severamente a liberdade religiosa, tendo como principal alvo as igrejas cristãs do sul. A construção de igrejas foi proibida e a liberdade de opinião e expressão foi reduzida. A lei, aplicada rigidamente apenas no sul, resultou na expulsão de missionários estrangeiros. No final de 1964, quando mais de 200 padres e irmãs combonianos foram deportados indiscriminadamente, todos os missionários cristãos, com exceção de alguns sudaneses, foram expulsos do sul e todas as escolas missionárias foram fechadas. No norte, onde o proselitismo cristão não era realizado, os missionários continuaram se engajando no trabalho educacional e ministrando a pequenas comunidades de expatriados. Em 1965, foi instituído o Conselho de Igrejas do Sudão, uma organização que se envolveria em grandes trabalhos de assistência e reconstrução no sul durante as próximas décadas.
Em 1974, a hierarquia católica foi estabelecida e formou-se a Conferência dos Bispos Católicos do Sudão, a qual se tornou a primeira conferência episcopal nacional na história moderna da igreja a ser composta unicamente por bispos nascidos na África, após a aposentadoria do arcebispo de Cartum, Agostino Baroni, em 1981. Embora o Tratado de Adis Abeba do presidente Nimeiry tenha criado uma frágil paz entre o norte e o sul entre 1972 e 1983, suas políticas econômicas falharam, resultando em crescente inquietação. Em 1983, a guerra civil recomeçou sob a liderança do Exército Popular de Libertação do Sudão (SPLA), um grupo não-muçulmano sediado no sul. Os missionários que haviam retornado após o Tratado de Adis Abeba agora estavam sob o ataque do SPLA e do governo. Missões foram abandonadas e padres e irmãs foram mantidos reféns por meses pelo SPLA. Mais tarde, o grupo abandonou sua ideologia e permitiu que as igrejas trabalhassem.

### Golpe de Estado
A agitação política culminou em um golpe militar em 1985. Partidos políticos foram banidos, o islã se tornou a religião do Estado no norte, enquanto os códigos penais para todo o país tornaram-se de raiz islâmica em 1984. A situação de guerra e a crise de refugiados que tudo isso provocou marcaram profundamente a vida das comunidades cristãs e causaram o fracasso de muitas iniciativas pastorais. Em uma carta ao novo governo, chamada A Verdade Vos Fará Livres, em 1986, os bispos sudaneses pediram que o MSA fosse revogado, afirmando que "os cristãos sudaneses nunca gozarão de liberdade de profissão e prática religiosa, nem pública nem privada, enquanto existir o MSA de 1962". Não houve resposta do governo. Por ocasião da visita do Papa João Paulo II a Cartum, em fevereiro de 1993, o presidente do Sudão Omar al-Bashir prometeu revogar a MSA, mas isso não ocorreu. A curta viagem foi considerada um evento histórico em apoio aos esforços da Igreja. Em seu sermão, o Pontífice falou do longo sofrimento do povo sudanês e da experiência do sul como "um calvário vivo".
| “ | O fundamentalismo islâmico é por si violento. Estes violentos estão dispostos a tudo, também a ataques terroristas. Por isso, o fundamentalismo islâmico alimenta o terrorismo e inclusive a determinação a lutar (...). O elemento religioso é utilizado pelos árabes muçulmanos como desculpa para combater aos africanos: aqueles dizem que o Islã está ameaçado pelos infiéis, a quem são chamados cristãos. | ” |
|   | — Dom Erkolano Lodu Tombe, bispos da Diocese de Yei. |   |

A partir de 1989, a presença da Igreja Católica nas áreas mantidas pelos rebeldes cresceu perceptivelmente, e o trabalho de evangelização, reabilitação e assistência humanitária era realizado sob a liderança de dois bispos e um administrador apostólico. Sua atividade incluiu o apoio em todos os níveis. Em fevereiro de 1990, os católicos se uniram às outras igrejas cristãs do Sudão na formação do Novo Conselho de Igrejas do Sudão para unificar os esforços humanitários em andamento para ajudar as vítimas da guerra civil. Além de ajudar os residentes em áreas militarizadas, a Igreja se dedicou a trabalhar entre os refugiados e os deslocados, tornando as missões católicas um símbolo de salvação para milhares de pessoas que de outra forma viveriam sem um teto e privadas de alimentação na região atingida pela fome.
Ao longo dos anos 90, a situação do Sudão continuava a se deteriorar, com o SPLM travando uma guerra contra o governo muçulmano. Em 1990, os missionários foram expulsos da província de Cordofão do Sul e em 1992 de Juba, hoje a capital do Sudão do Sul. No norte, os missionários que estavam envolvidos principalmente no trabalho educacional e no ministério de comunidades de estrangeiros foram autorizados a permanecer. A Igreja estabeleceu Centros Multiuso (MPC) em casas alugadas ou construídas nos campos de posseiros com lama e palha. Dirigidos por catequistas ou líderes leigos auxiliados por um comitê, os MPCs ofereciam programas educacionais e religiosos: jardim de infância para crianças, educação de mulheres, programas de leitura, um catecumenato organizado e reuniões de oração aos domingos. Em 1998, foi relatado que a Igreja estava comprando crianças órfãs para livrá-las de seus captores.
Em 1995, o Papa São João Paulo II afirmou em sua Exortação Apostólica Ecclesia in Africa:
| “ | Cristãos e muçulmanos estão chamados a comprometer-se na promoção de um diálogo imune aos riscos derivados de um irenismo de má lei ou de um fundamentalismo militante, e levantando a voz contra políticas e práticas desleais, assim como contra toda falta de reciprocidade em relação à liberdade religiosa | ” |
|   | — Papa São João Paulo II na Exortação Apostólica Ecclesia in Africa. |   |

A nova constituição promulgada em 1999 fez pouco para promover a tolerância religiosa, proclamando a sharia e o costume islâmico como a fonte de toda a legislação. Os líderes católicos reagiram com uma atitude de abertura e expressaram o desejo de diálogo como meio de promover esforços de paz, dignidade humana e respeito mútuo, mas rejeitaram a imposição de um estado islâmico. Como o cristianismo se tornou um símbolo de resistência à imposição desse estado, os padres católicos continuaram sendo o foco de assédio por parte da polícia e, às vezes, eram sujeitos a detenções falsas. Em 1998, dois padres foram acusados de uma tentativa de bombardeio em Cartum, mas depois foram libertados. 

## Atualmente

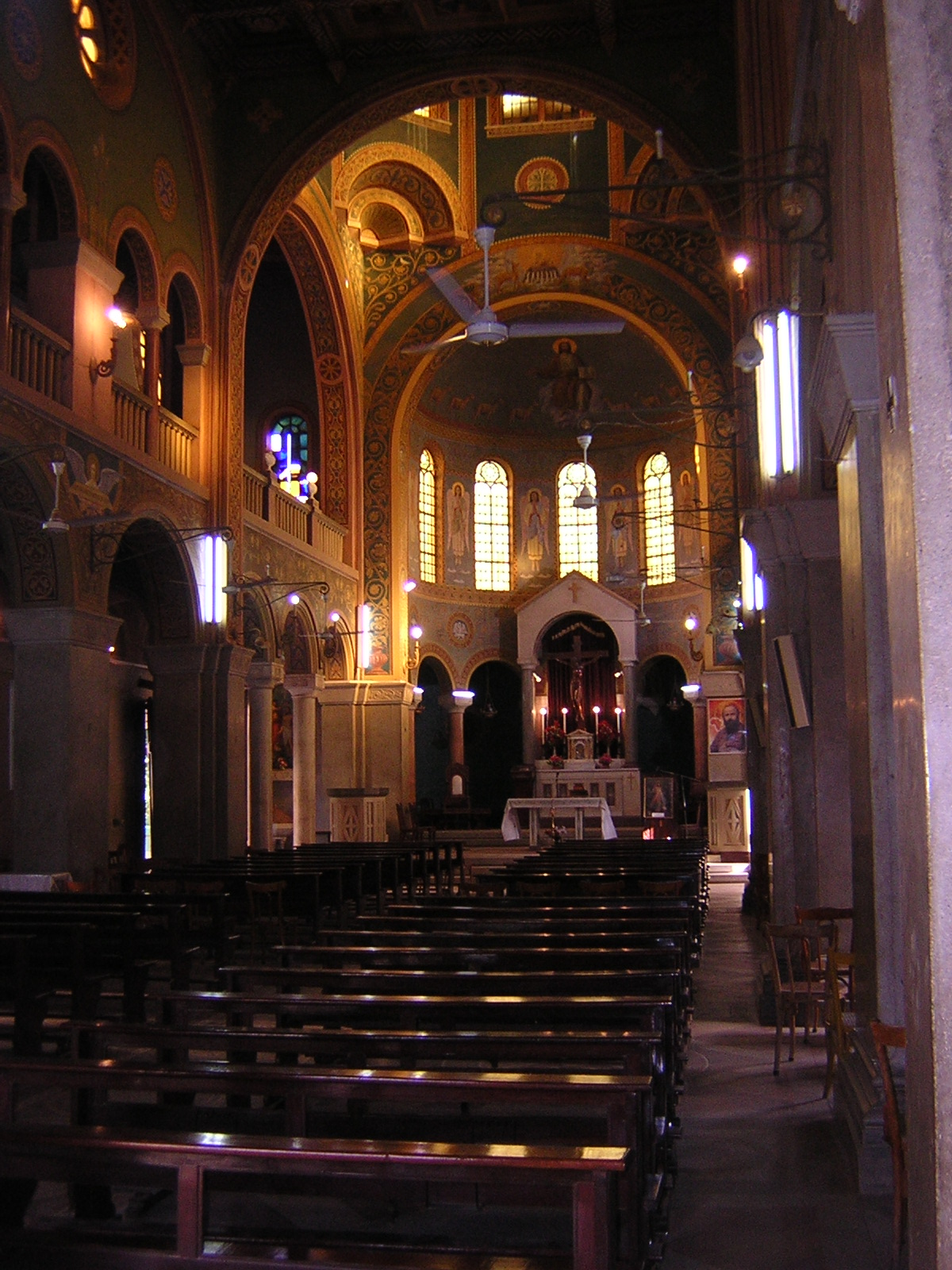
Interior da Catedral de São Mateus, em Cartum.

Em 2000, a comunidade católica continuou a residir no sul do Sudão e era formada em quatro ritos: armênio, caldeu, maronita e romano. Havia nesse ano um total de 104 paróquias, atendidas por 188 padres diocesanos e 123 religiosos. Outros religiosos, que ajudaram nos esforços humanitários e operavam as 206 escolas primárias e 22 secundárias do país. Há a suspeita de que o governo sudanês explora as divisões internas ou as tendências dissidentes nos grupos religiosos minoritários para enfraquecer igrejas e outras congregações, sobretudo no caso de conflitos relacionados com bens imóveis propriedade da Igreja. Financeiramente, a Igreja Católica sudanesa é completamente dependente do apoio da internacional, o clero encontra-se espiritualmente esgotado e há o peso grande das rivalidades tribais, que são muitas vezes mais importantes do que a noção de comunidade.
Sendo a sede do governo, Cartum é o foco de ação anticristã, arrasando igrejas, escolas e outras estruturas da Igreja, confiscando suas propriedades e recusando licenças para novas construções. Em 2000, um esquadrão policial armado entrou na residência dos padres da escola secundária do Colégio Comboni para procurar imigrantes ilegais. Outra preocupação era a tomada de escravos — geralmente cristãos ou praticantes de crenças indígenas — na zona de guerra do sul e seu transporte para o norte do Sudão. Neste mesmo ano, o governo iniciou um desmantelamento dos campos de refugiados, e obrigando seus moradores a viver no meio do deserto. A Igreja também atuou nos campos de refugiados sudaneses existentes no Zaire, Uganda e Quênia.
No dia 8 de fevereiro de 2000, uma escola dirigida pela Igreja Católica foi atacada por um avião do governo, que lançou quatro bombas durante uma aula de inglês que acontecia fora da sala, com os alunos sentados sob uma árvore. A maioria das 14 vítimas mortas era de estudantes do ensino fundamental, além da professora, de 22 anos. Outras 17 crianças ficaram feridas. Um jornalista que testemunhou o ataque, Stephen Amin, relatou o avião despejou as quatro bombas no local e depois mais oito perto de outras duas escolas de vilas próximas. Um vídeo amador feito poucos minutos depois mostra uma criança correndo com a mão estraçalhada e a diretora do colégio tentando segurar os intestinos de outro garoto atingido pelos estilhaços na barriga. O segundo menino morreu logo em seguida.
Na noite de 21 de abril de 2012, centenas de  muçulmanos incendiou uma igreja católica em Cartum, ato que foi qualificado por especialistas como mais um lamentável incidente de "hostilidade religiosa". A igreja era conhecida por ser frequentada por muitos habitantes cristãos do Sudão do Sul.
No início de 2017, líderes cristãos reportaram queixas ao governo devido a fixação de cartazes anticristãos por grupos muçulmanos, colocados em diversas partes da capital. Em fevereiro do mesmo ano o governo anunciou a intenção de demolir 25 igrejas, e foi questionado pela União Europeia. Outras fontes afirmam que os planos do governo estão saindo do papel e se tornando realidade, pois o regime tem intensificado a demolição de igrejas, e outras estão na lista oficial de espera para demolição, e também da prisão de cristãos. Enquanto isso, em julho o Ministério da Educação do estado de Cartum emitiu uma ordem impedindo escolas cristãs de terem aulas aos sábados e impondo-lhes o “fim-de-semana muçulmano” de sexta-feira e sábado, por oposição ao habitual fim-de-semana de sexta-feira a domingo permitido até então nestas instituições de ensino. Apesar dos protestos de diversos grupos cristãos, a norma continua em vigor, perturbando o horário de muitas escolas da Igreja.
Para que não sejam descobertos, os convertidos, muitas vezes, não criam seus filhos como cristãos para não chamar a atenção do governo e de líderes comunitários, uma vez que as crianças podem revelar a fé dos pais. O medo também se estende aos funerais, quando morre um cristão ex-muçulmano, ele é enterrado de acordo com os ritos islâmicos em cemitérios muçulmanos.
Os cristãos nos Montes Nuba e outras áreas no sudeste do país, próximos à fronteira com o Sudão do Sul enfrentam bombardeios aéreos de forças do governo e ofensivas terrestres da milícia patrocinada pelo governo que alveja igrejas e famílias cristãs, e até mesmo conduzem buscas por cristãos de casa em casa. Igrejas são demolidas todos os meses pelo governo, e a aprovação necessária para se construir novas igrejas quase nunca é concedida. A Igreja acaba encontrando como alternativa o uso de prédios com outras funções para celebrar as missas. A Igreja Católica em particular, apesar da discriminação maciça, recebe condições um pouco mais justas por parte do governo por causa de seus esforços de caridade. Os hospitais e escolas aliviam o peso do Estado, tornando-o mais acessível às preocupações da Igreja. Escolas católicas são especialmente prestigiadas e frequentadas por filhos de funcionários dos ministérios. Entretanto, as questões de visto para o clero estrangeiro continuam sendo um grande problema para a igreja no Sudão. Além do mais, muitos sudaneses árabes do norte ainda chamam os negros do sul, independentemente de serem cristãos ou seguidores de religiões tribais africanas, de abd ou escravo. E muitos são escravizados no norte.

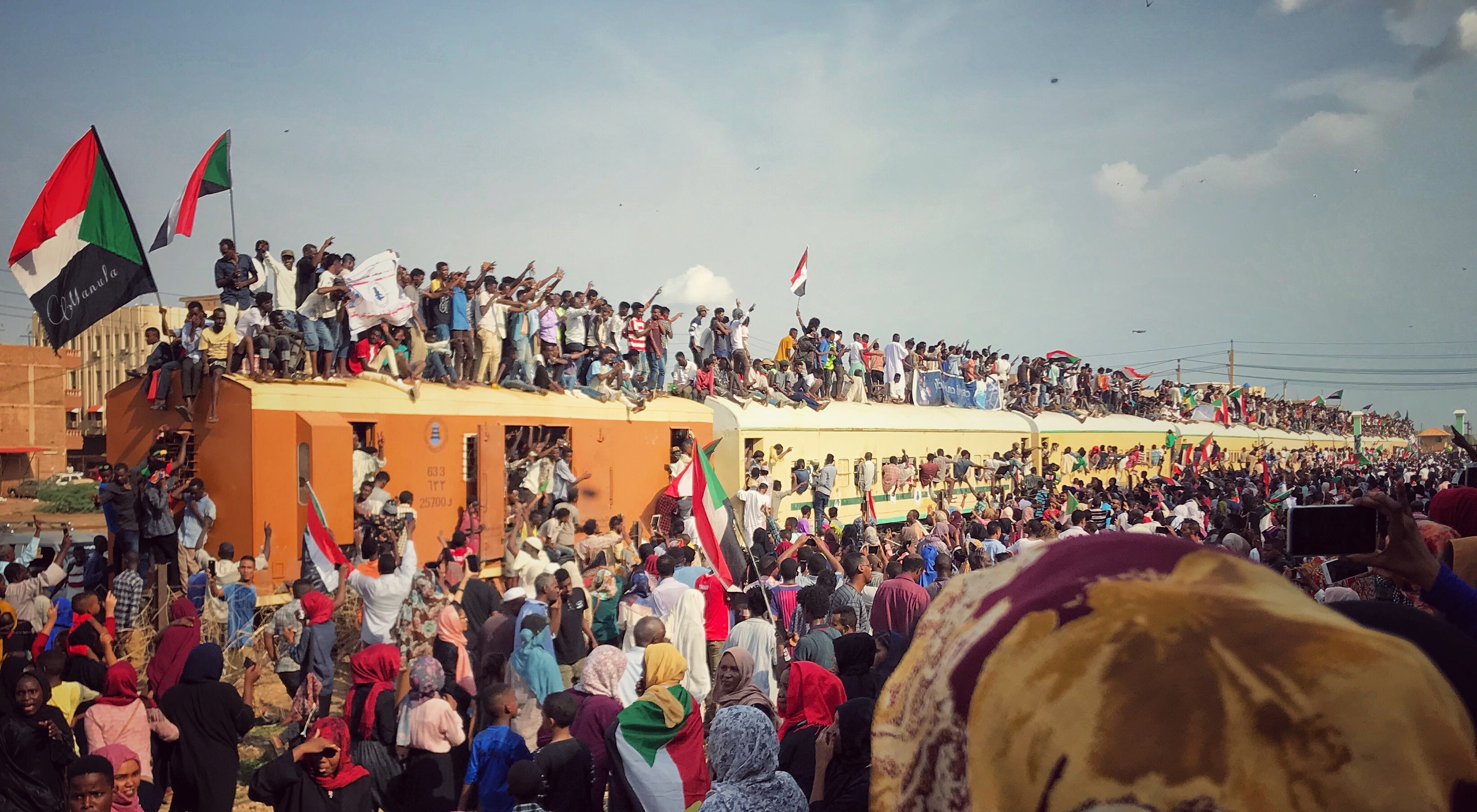
Povo sudanês em protestos antigovernamentais no Sudão, que culminou na Revolução Sudanesa.

Em 2019 os protestos antigovernamentais tomaram conta do Sudão, pedindo a saída do presidente Al-Bashir, isso levou à chamada Revolução Sudanesa, e à queda do chefe de Estado em 10 de abril, por meio de um golpe de Estado. A minoria cristã desempenhou um papel de encabeçamento nos protestos anti-al-Bashir. Os grupos cristãos organizaram a celebração de Missas e momentos de orações, aos quais se uniram inclusive muçulmanos. "Um movimento da sociedade civil reuniu pela primeira vez todos os sudaneses, e a Igreja é parte dele", disse Dom Yunan Tombe Trille Kuku Andali, bispo de El-Obeid. Em 28 de dezembro deste mesmo ano, três igrejas foram incendiadas por grupos muçulmanos — uma católica, uma ortodoxa e uma protestante —, e depois reerguidas com estruturas provisórias. Menos de um mês depois, na última semana de janeiro de 2020 as três foram novamente incendiadas. O ministro dos assuntos religiosos sudanês afirmou que se os incêndios "ocorrerem como resultado de uma ofensa criminal", os criminosos serão "identificados, perseguidos e levados à justiça".
Michael Didi, arcebispo de Cartum em entrevista à Fundação ACN, disse que ainda houve um "enraizamento do cristianismo na cultura do Sudão", e que, por isso, muitas pessoas ainda batizam seus filhos sem ter noção do real significado deste Sacramento católico. O arcebispo afirma que batiza muitos pagãos que não se converteram verdadeiramente. "Muitas pessoas também não entendem o Batismo. Eles levam seus filhos para serem batizados porque estão doentes e os pais acreditam que o batismo trará cura". Ele também relata que a maior dificuldade entre a população, especialmente nos Montes Nuba é a questão da visão católica do sacramento do matrimônio, que ainda não tem a aprovação da sociedade poligâmica sudanesa. "O povo quer prole e herdeiros a qualquer preço. E é por isso que muitas vezes eles têm mais de uma esposa. E se eles têm apenas uma esposa, mas o casamento permanece sem filhos, eles tomam uma nova esposa. Isso, claro, não pode ser conciliado com o conceito cristão de casamento", afirma ele. Dom Didi finalizou sua entrevista à Ajuda à Igreja que Sofre dizendo:
| “ | Me alegra muito o fato de que as pessoas são felizes e orgulhosas por serem cristãs. Eles também usam símbolos cristãos com orgulho e convicção. E as pessoas participam com entusiasmo da vida da Igreja. Como eu disse, falta profundidade. Mas as pessoas têm boas intenções e um coração aberto para o cristianismo. | ” |
|   | — Michael Didi, arcebispo de Cartum em entrevista à Fundação ACN. |   |

## Organização territorial

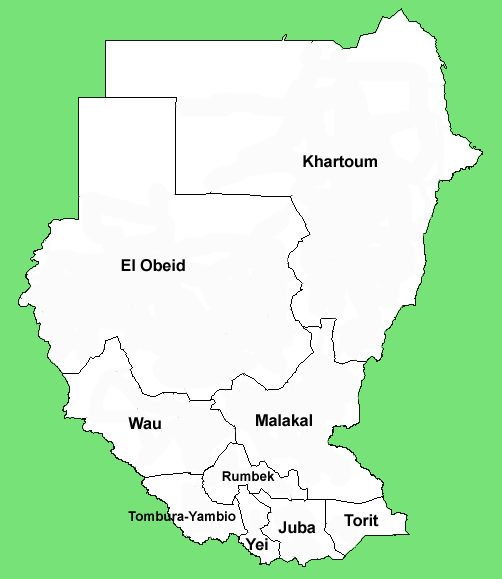
Mapa das dioceses de rito romano do Sudão e do Sudão do Sul.

O catolicismo está presente no país com duas dioceses de rito romano lá sediadas: a Arquidiocese de Cartum e a Diocese de El Obeid. Há também o Território Siríaco dependente do Patriarcado do Sudão e Sudão do Sul, de rito siríaco, mas, como dito no próprio nome, este último também inclui jurisdição sobre o território do Sudão do Sul. Fora do Sudão, mas com jurisdição sobre seu território, há a Diocese Armênia de Alexandria, de rito armênio, o Território Greco-Melquita dependente do Patriarcado do Egito, Sudão e Sudão do Sul, de rito bizantino, a Diocese Maronita do Cairo, de rito maronita, e estes últimos todos sediados no Egito.

## Conferência Episcopal
A reunião dos bispos do Sudão e do Sudão do Sul forma a Conferência dos Bispos Católicos do Sudão, que foi criada em 1976.

## Nunciatura Apostólica
A Nunciatura Apostólica do Sudão foi criada em 1972.

## Visitas papais
O país foi visitado pelo Papa São João Paulo II no dia 10 de fevereiro de 1993, juntamente com Uganda e Benim. Na cerimônia de encerramento da visita do Pontífice, no Aeroporto Internacional de Cartum, ele afirmou sobre o Sudão, e de forma geral sobre todo o continente africano:
| “ | África! A Igreja, encarnada na vida de seus próprios filhos e filhas, está determinada a compartilhar o fardo de seus problemas e as dificuldades de sua caminhada em direção a um futuro melhor. Ela não deixará de encorajá-la em sua busca por maior justiça, paz e reconciliação, por um desenvolvimento econômico, social e político que corresponda à dignidade do homem. Peço a todos os membros da Igreja que prestem testemunho claro da mensagem salvadora de esperança do Evangelho e sejam fiéis aos princípios morais que garantem a defesa e promoção da dignidade e dos direitos humanos. | ” |
|   | — Papa São João Paulo II na cerimônia de despedida de sua visita ao Sudão. |   |

## Santos

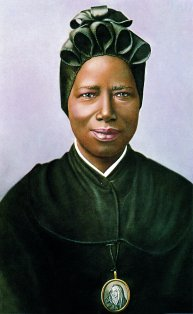
Santa Josefina Bakhita.

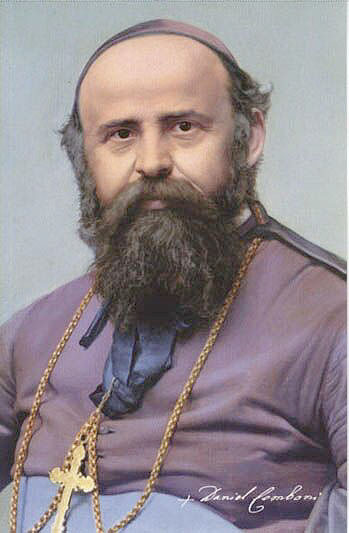
São Daniel Comboni.

- Santa Josefina Bakhita: primeira santa do continente africano,[19] nasceu no Sudão em 1869, e foi vendida como escrava a uma família de Veneza, na Itália, onde lhe foi dada a função de babá de sua filha mais nova. Devido aos negócios, a família teve de viajar à África, deixando a filha e Bakhita aos cuidados das irmãs de Santa Madalena de Canossa. Ali, Santa Bakhita conheceu o Evangelho, e foi batizada. Ao retornar da família, ela decidiu ficar no convento e se tornar irmã religiosa. Morreu em 1947, vítima de uma grave enfermidade. Foi canonizada pelo Papa São João Paulo II em 2000.[19][20][21] O Papa São João Paulo II afirmou no dia 10 de fevereiro de 1993, quando fez uma viagem apostólica ao Sudão, o Papa São João Paulo II fez uma homilia sobre Bakhita, enquanto ainda era beata. Em um dos trechos ele afirmou:[22]

| “ | Uma das pessoas a quem a lição da cruz trouxe força incomparável em meio a todo tipo de sofrimento foi a Beata Josefina Bakhita, filha desta terra. Hoje, em Cartum, no Sudão, na África, toda a Igreja em comunhão com o Sucessor de Pedro se volta para a Beata Bakhita e implora sua intercessão pelos Bispos, sacerdotes, religiosos e leigos desta terra. [...] Em meio a tantas dificuldades, a Beata Bakhita é um modelo e padroeira celestial. Nas terríveis provações de sua vida, Bakhita sempre ouviu a palavra de Cristo. Ela aprendeu o mistério de sua cruz e ressurreição: a verdade salvadora sobre Deus que tanto amou cada um de nós que ele deu seu filho unigênito (Jo 3,16), a verdade salvadora sobre o Filho que ama cada um de nós até o fim. | ” |
|   | — Homilia do Papa São João Paulo II sobre Santa Bakhita. |   |

- São Daniel Comboni: nascido na Itália, foi enviado ao Sudão após sua ordenação sacerdotal. Fundou em 1867 o Instituto para as Missões na África que deu lugar ao que hoje são os Missionários Combonianos. Em 1877 foi ordenado bispo da África Central e logo a seguir realiza a ordenação sacerdotal de um antigo escravo, primeiro padre africano daquela região. Oferecia asilo também às vítimas da escravidão.[23][24]

### Beatos
- Jerzy Ciesielski[25]

### Veneráveis
- Irmã Maria Josefina Benvinda (nascida Zeinab Alif): nascida em Kordofan, no Sudão, foi mais uma vítima do tráfico negreiro, obrigada a fazer uma rota de mais de 3.000 km a pé. Foi resgatada pelo padre Nicolò Olivieri, fundador da Obra Piedosa do Resgate, que comprava de volta os escravos negros, como Zeinab, devolvendo-lhes a liberdade.. Ela foi levada para viver na Europa, onde entrou para a ordem das Clarissas. Faleceu em 25 de abril de 1926.[26]